# Nationaal Park De Loonse en Drunense Duinen
De Loonse en Drunense Duinen is een natuurgebied in de Nederlandse provincie Noord-Brabant. Het is ruim 3500 hectare groot en was sinds 2002 een zelfstandig nationaal park. In 2024 is het gebied onderdeel geworden van het grotere Van Gogh Nationaal Park. Het park is enerzijds grotendeels een afwisseling van droge zandverstuivingen en naaldbos, maar ook de uitgestrekte beekdalzone van de Zandleij hoort erbij. Hier ligt met name het natuurgebied De Brand bij Udenhout, met zijn afwisseling van hakhoutbossen, natte weilanden en moerasruigtes.
Het gehele park omvat meer dan 3500 ha. Daarvan is ongeveer 465 ha stuifzand. Het gebied wordt dan ook wel de "Brabantse Sahara" genoemd.
Het gebied wordt omringd door steden en dorpen. In het noorden vinden we van west naar oost Waalwijk, Drunen, Nieuwkuijk, Vlijmen en 's-Hertogenbosch. Dorpen aan de zuidkant zijn Loon op Zand, Biezenmortel, Helvoirt en Udenhout; op een kilometer of zes ligt Tilburg. Aan de westkant ligt Kaatsheuvel met attractiepark De Efteling.
Sinds oktober 2024 maakt het voormalige 'Nationaal Park De Loonse en Drunense Duinen' deel uit van het nieuwe 'Van Gogh Nationaal Park'.

## Deelgebieden en omgeving
Onderdelen van het natuurgebied zijn naast de Loonse en Drunense Duinen zelf:
- Het landgoed Plantloon bij Kaatsheuvel. Het is een drukbezocht wandelgebied met landbouwgronden en lanen. Er is onder andere een wandeling langs de Galgenwiel, een oude doorbraakkolk van de Maas. De naam 'Galgenwiel' is afgeleid van een galg, die in het grensgebied tussen Walwic en Venloon stond.
- Het natuurreservaat De Brand in het dal van de Zandleij
- Kasteel en landgoed de Strijdhoef eveneens in het Zandleijgebied.
- In het oosten ligt een ca 200 ha grote landbouwzone genaamd het Hengstven dat door Natuurmonumenten deels wordt omgezet in een door landbouwers op biologische grondslag te beheren natuurgebied met bloemrijke graslanden.
- De noordgrens van het gebied wordt gevormd door het Afwateringskanaal 's-Hertogenbosch-Drongelen.

De fietspaden langs dit kanaal vormen een route tot in de Bossche binnenstad.
- Naar het zuidwesten ligt, gescheiden door de autoweg N261 en het dorp Loon op Zand, het natuurgebied Huis ter Heide.
- Ten noorden van het Drongelens kanaal, niet ver van de stad Den Bosch, liggen het Vlijmens Ven en de Moerputten, natuurgebieden met een ander karakter.
- De Roestelberg in Kaatsheuvel is het noordelijke deel van de grote zandvlakte.
- Natuurgebied Langstraat is een natuurgebied dat tussen de dorpen Sprang-Capelle en Kaatsheuvel ligt. Voor turfwinning vanaf de 15e eeuw werden sloten uit gemoerd die nu een bijzondere watervegetatie kennen.

## Topografie
Topografische kaart van de Loonse en Drunense Duinen, per december 2015.

## Geschiedenis van het landschap

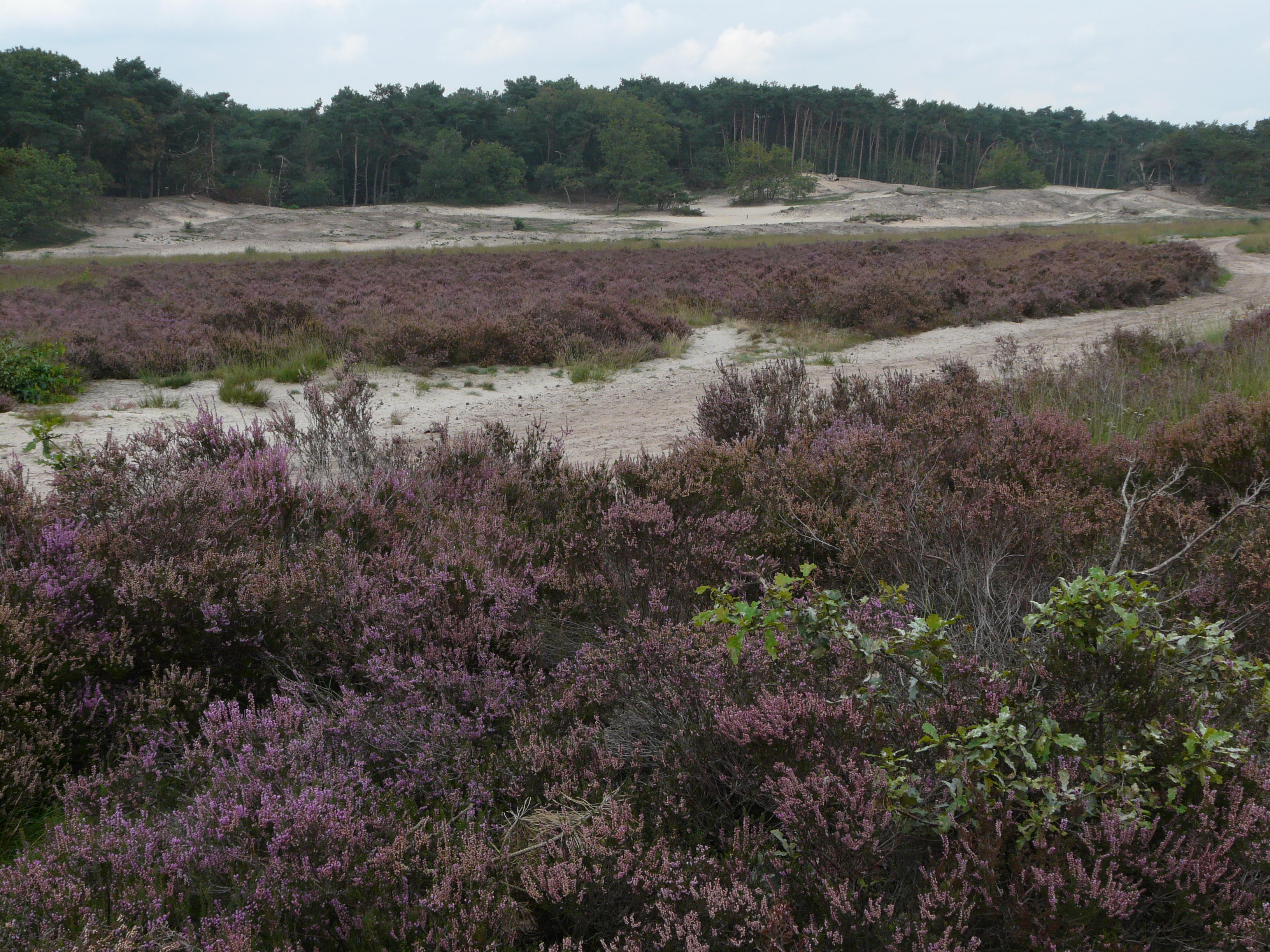
Roestelberg aan de noordkant van de Loonse en Drunense Duinen

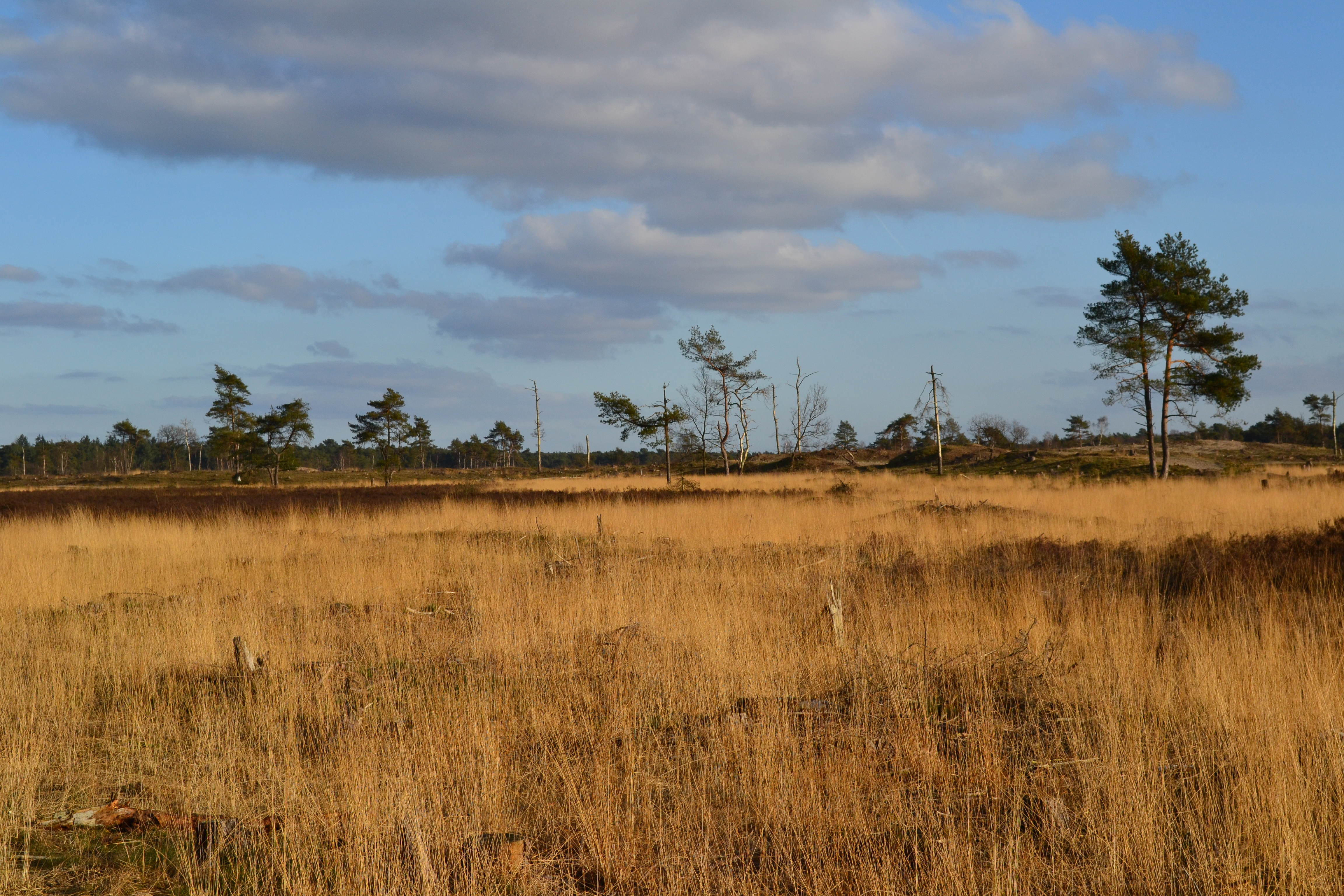
Zicht op een deel van de Loonse en Drunense Duinen ter hoogte van de Roestelberg en Kaatsheuvelse IJsbaan

Het stuifzandgebied is in de late middeleeuwen ontstaan. Het bestaat uit een hoger wat ruig en zanderig middengebied met een iets vruchtbaardere maar toch nog schrale rand eromheen. Tot aan de late middeleeuwen kon het gebied bescheiden boerengemeenschappen voeden, maar in die tijd van betrekkelijke welvaart nam de bevolkingsdruk zo toe dat de kringloop in het gebied door overbegrazing en te vaak plaggen van de heide fataal werd verstoord en een steeds groter wordende woestenij ontstond.
Erosie als gevolg van agrarische activiteiten werd – gedurende de Tachtigjarige Oorlog – versterkt door Staatse oorlogshandelingen. Onder bevel van Willem van Oranje werd door de gehele Meijerij van Den Bosch, die destijds gelieerd was aan de Spaanse troon, de tactiek van de verschroeide aarde toegepast. Grote hongersnoden in de regio waren het gevolg. De zandbodem kwam op steeds grotere plekken bloot te liggen, waardoor het losse zand door de wind kon verstuiven. Dit proces versterkte zichzelf en was bijna niet te stoppen. Het zand bedolf hele nederzettingen; het middeleeuwse dorpje Westloon en hoeve de Ersteling liggen er onder begraven.
Vanaf de 14e eeuw werden er eiken geplant in een poging het stuifzand te keren en in de 18e en 19e eeuw probeerde men het met dennen en helmgras. In de 21e eeuw worden bomen gekapt om het voor Noord-Europa uitzonderlijk grote stuifzandlandschap in stand te houden. Behalve stuifzanden met biedt het landschap naald- en loofbossen en tot vierentwintig meter hoge duinen. Aan de randen liggen weilanden en waterpartijen. Deelgebied 'De Brand', ontstaan door het dichtstuiven van het riviertje de Zandleij, was een veenmoeras en is nog steeds een nat gebied.
In 1944 werden in het gebied door de Duitsers veertien verzetslieden gefusilleerd; de exacte executieplaats is onbekend, de graven van de slachtoffers evenmin.

## Toerisme
Op twee campings na is het gebied zelf vooral geschikt voor dagrecreatie. Door en om het gebied liggen wandel- en fietspaden, vaak oude wegen. Waar die routes het duingebied ingaan, ligt een aantal uitspanningen zoals De Roestelberg in het noorden en 'Bosch en Duin' in het zuiden. De geasfalteerde paden zijn soms zo druk dat men in file loopt of fietst, vooral tussen 'Café De Rustende Jager' bij Biezenmortel en 'De Drie Linden' in Giersbergen kan dat het geval zijn. Met de komst van een bewegwijzerd wandelknooppuntennetwerk in 2009 kan er gemakkelijker gewandeld worden op eerder weinig gebruikte onverharde en kleine paden in het gebied. Er zijn verder routes uitgezet voor gehandicapten, paarden, aangespannen wagens en mountainbikes. Tot begin jaren 1990 was het noordoostelijk deel in gebruik als militair oefenterrein; dit deel is wat minder toegankelijk voor recreanten.

## Flora en fauna

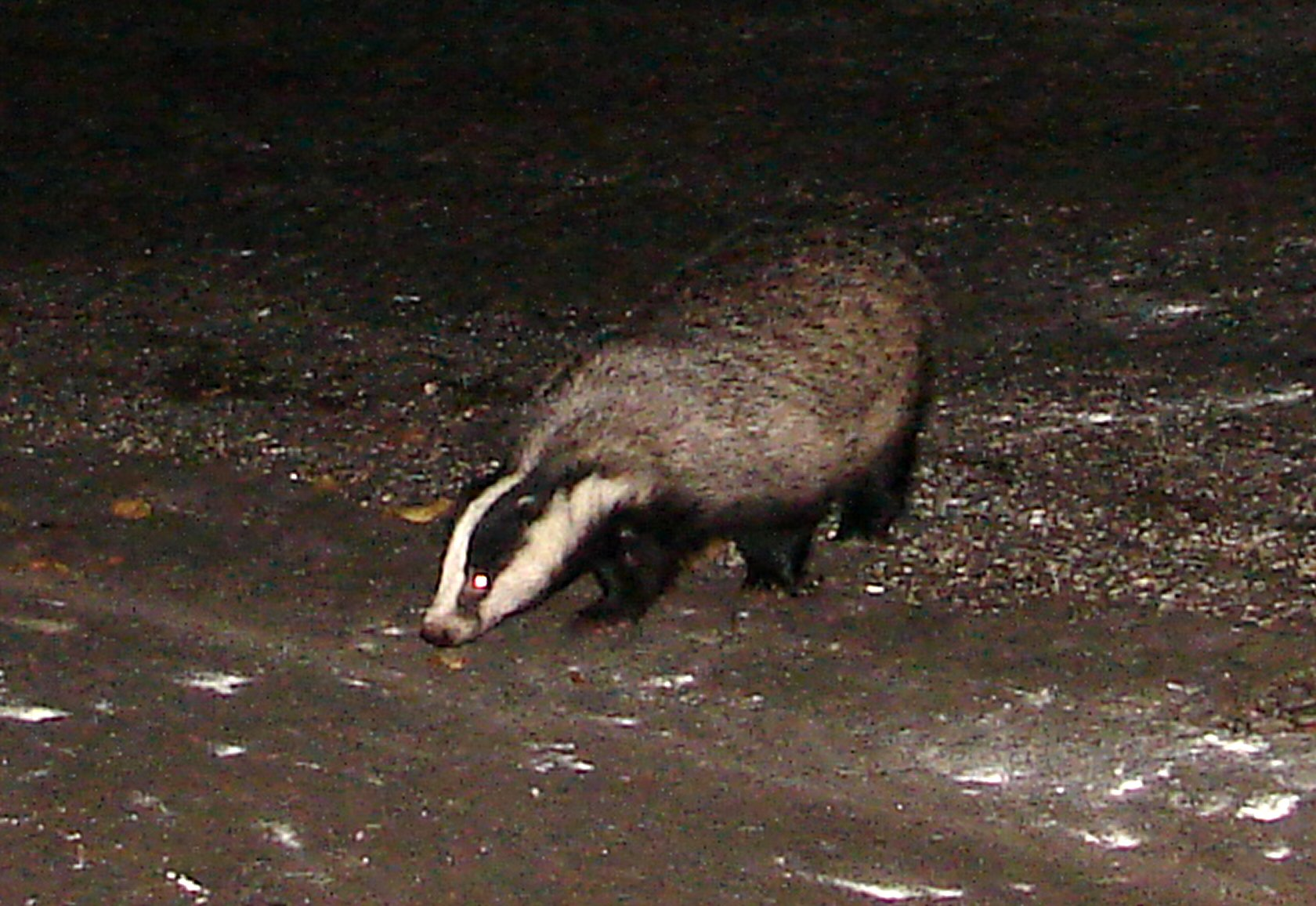
Europese das

steenmarter

'Levend stuifzand' komt in Nederland niet veel voor, en is binnen Europa schaars. Met 'levend' wordt bedoeld: een gebied van zodanige omvang dat de wind vat kan krijgen en houden op het zand, dat het zand in beweging kan komen en 'leven'. Beheer is daarbij noodzakelijk; als er geen maatregelen worden genomen, zullen buntgras en zandzegge zich vestigen en met hun lange wortels het zand vasthouden. Dan kunnen ook mossen en korstmossen gaan groeien en vormen zich tapijten van bijvoorbeeld het roodbruine ruige haarmos. Als er eenmaal wat humusvorming heeft plaatsgevonden, kunnen ook pijpenstrootje en heide zich vestigen. En dan is vervolgens de weg vrij voor struweel en bos.
De zandgrond was aan het begin van de jaartelling bedekt met oerbos. Maar in de middeleeuwen verdween het bos door onder meer houtkap en intensieve begrazing. De wind kreeg steeds meer grip op het zand waardoor stuifzandvlakten ontstonden. Deze werden zo groot dat hele dorpen onder het zand verdwenen. Het stuifzandgebied werd in de 20e eeuw kleiner. De afname van het stuifzandgebied is duidelijk te zien aan de hand van luchtfoto's.
Heiden, dennenbossen en stuifzanden zijn van nature betrekkelijk soortenarme gebieden. Dat is anders voor het Zandleigebied, waar zich in de hakhoutbossen op venige en lemige bodems zware kwel voordoet. Dat zijn omstandigheden voor een voorjaarsflora met onder andere bosanemoon en gele dovenetel. Door het schone kwelwater is het Zandleigebied en omgeving ook een geschikt biotoop voor amfibieën waaronder boomkikker, heikikker en kamsalamander.
De das is vond het gebied na langdurige afwezigheid opnieuw geschikt leefgebied. Ook reeën en vossen vinden er voldoende leefruimte. In het naburige natuurgebied  Huis ter Heide, wordt een kudde Schotse hooglanders gehouden. Deze grote grazers leven binnen rasters, ze kunnen zich niet verplaatsen tussen de natuurgebieden.
Doordat dit natuurgebied meer en meer ingesloten raakt door bebouwing, wordt migratie steeds moeilijker voor dieren. In 2015 is de Westloonse Wissel geopend, een ecoduct om de migratie van dieren tussen Landgoed Huis ter Heide en De Loonse en Drunense Duinen te vergemakkelijken. Onder andere rugstreeppadden, marters, hagedissen en koninginnenpages zijn gesignaleerd als gebruikers van het ecoduct.

## Beheer
Het natuurgebied wordt beheerd door Vereniging Natuurmonumenten, Het Brabants Landschap en De Duinboeren, alsmede door particulieren.